# Schoenolirion wrightii
Schoenolirion wrightii är en sparrisväxtart som beskrevs av Harry L. Sherman. Schoenolirion wrightii ingår i släktet Schoenolirion och familjen sparrisväxter. Inga underarter finns listade i Catalogue of Life.